# تدزی
تدزی (به فرانسوی: Tidzi) یک منطقهٔ مسکونی در مراکش است که در استان صویره واقع شده‌است. تدزی ۴٬۷۶۹ نفر جمعیت دارد.